# Lough Island Reavy
Lough Island Reavy är en sjö i Storbritannien.   Den ligger i distriktet Newry, Mourne and Down och riksdelen Nordirland, i den västra delen av landet, 500 km nordväst om huvudstaden London. Lough Island Reavy ligger 121 meter över havet. Arean är 0,76 kvadratkilometer. Trakten runt Lough Island Reavy består i huvudsak av gräsmarker. Den sträcker sig 0,7 kilometer i nord-sydlig riktning, och 2,0 kilometer i öst-västlig riktning.